# Moszkowce (rejon kałuski)
Moszkowce (ukr. Мошківці) – wieś na Ukrainie, w  obwodzie iwanofrankiwskim, w rejonie kałuskim, nad Siwką u ujścia do Dniestru.

## Urodzeni w Moszkowcach
- Jan Janów – polski językoznawca, historyk literatury religijnej, profesor Uniwersytetu Lwowskiego i Uniwersytetu Jagiellońskiego, członek Polskiej Akademii Umiejętności[2].